# Пола Меклејн
Пола Меклејн (енгл. Paula McLain, рођена 1965) америчка је ауторка најпознатија по роману Париска жена, измишљеном извештају о првом браку Ернеста Хемингвеја који је постао дугогодишњи бестселер "Њујор Тајмса". Објавила је две збирке поезије, мемоаре о одрастању у хранитељском систему и роман A Ticket to Ride (Улазница за вожњу).

## Биографија
Меклејн је рођена 1965. године у Фресну, у Калифорнији. Њена мајка је нестала кад су јој биле четири године, а отац је повремено боравио у затвору и ван њега, остављајући Меклејн и њене сестре (једну старију, једну млађу) да се следећих четрнаест година селе из једног у други хранитељски дом, описано искушење „са непристрасном грациозношћу која ставља људско лице, заправо три људска лица, на алармантне статистике“ у њеним мемоарима, Like Family: Growing Up in Other People's Houses (Као породица: одрастање у туђим кућама). Када је одрасла да више није могла бити у хранитељским домовима, издржавала се радом на разним пословима пре него што је открила да може да пише. Дипломирала је на универзитету у Мичигену, магистрирала је и била становник Yaddo and the MacDowell-ове колоније, као и прималац стипендија од Уметничког савета Охаја и Националне задужбине за уметност. Живи у Кливленду са породицом.

### Романи
- A Ticket to Ride (Улазница за вожњу) (2008)
- The Paris Wife  (Париска жена) (2011)
- Circling the Sun (Кружење око сунца) (2015)
- Love and Ruin  (Љубав и пропаст) (2018)

### Публицистика
- Like Family: Growing Up in Other People's Houses  (Као породица: Одрастање у туђим кућама) (2003)

### Поезија
- Less of Her (1999)
- Stumble, Gorgeous (2005)